# رهاب المتحولات جنسيا

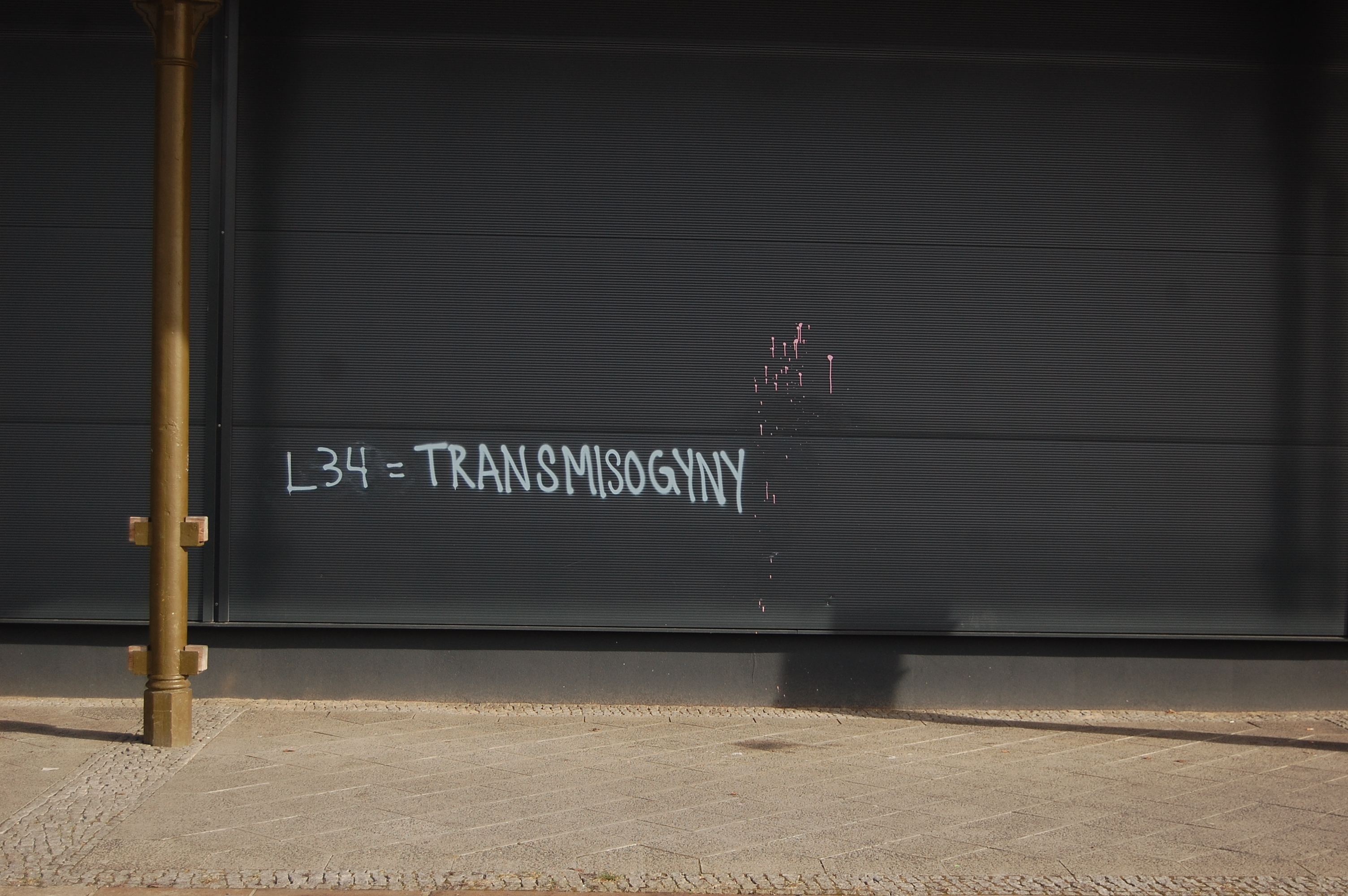
كتابات على جدران مبنى ليبغ 34 يصف سكان المبنى بأنّهم كارهون للمتحولين جنسياً

يجمع مصطلح رهاب المتحولات جنسياً أو Transmisogyny بين مصطلحين آخرين، وهما Transphobia أو «الخوف غير المبرر أو المنطقي، واضطهاد المتحولين جنسياً»  ومصطلح Misogyny وهو «كراهية النساء». بالتالي يتضمن رهاب النساء المتحولات جنسياً مظاهر مسيئة وبغض واضطهاد تجاه الأشخاص الذين ولدوا ذكوراً ولكن هويتهم الجنسية أنثوية، أي الذين تحولوا إلى إناث.
صاغت الكاتبة والناشطة جوليا سيرانو Julia Serano هذا المصطلح في كتابها الذي أطلقته عام 2007 تحت عنوان «فتاة الجلد» أو Whipping Girl، واستخدمت المصطلح للإشارة إلى الاضطهاد الفريد من نوعه والذي تواجهه المتحولات جنسياً، أي الذين ولدوا ذكوراً وتحولوا إلى إناث. يعود سبب الاضطهاد وفقاً للكاتبة إلى الاعتقاد السائد لدى الذكور أن النساء أدنى مرتبة، وأنهن موجودات لخدمة الرجال، أو الذكورية عموماً. وتوضح سيرانو أن هناك علاقة طردية بين رهاب المتحولين جنسياً وكراهية النساء.
يتعرض الذكور المتحولون إلى نساءٍ لنوع معين من الكراهية يتجلى بالرغبات الجنسية لدى بعض الرجال، حيث وضحت سيرانو وجود بعض الأشخاص الذين ينظرون إلى المتحولات جنسياً بطريقة حميمية، ويربطون عملية التحول برغبة النساء المتحولات (اللواتي ولدن ذكوراً) بالقيام بعلاقات جنسية غير أخلاقية. وبالمناسبة، تزعم ناشطات متطرفات في مجال النسوية والدفاع عن حقوق المرأة أن النساء المتحولات جنسياً لسن إناثاً، ولا ترى النسوية المتطرفة أن أنوثة هؤلاء المتحولات هي السبب في تعرضهن لكراهية النساء.

## الأسباب
من المعروف أن كراهية النساء ناتجة عن الاعتقاد الاجتماعي السائد في ثقافات عديدة، وهو أن الذكور أعلى مرتبة من الإناث، وأنهم متفوقون عليهن. كتبت جوليا سيرانو في كتابها «فتاة الجلد» أن وجود نساء متحولات جنسياً يُعتبر تهديداً للهيكل الاجتماعي القائم على سلطة الذكر. حيث يدعي ذلك النظام أن الرجال أفضل من النساء في العديد من النواحي، وأن الذكورية متفوقة على النسوية.
أكدت المنظرة الجندرية جوديث بتلر Judith Butler الادعاء السابق، وأوضحت أن جريمة قتل امرأة متحولة هو نوعٌ من فرض السلطة وتأكيد الهيمنة الذكورية... حيث يعيد القتل السلطة إلى القاتل.
يُنظر أيضاً للمتحولات جنسياً على أنهن تهديد وخطر على المغايرة الجنسية، خاصة بنظر الرجال المغايرين. وتدعى النساء المتحولات جنسياً في الإعلام بالمخادعات، في إشارة إلى شخصية امرأة متحولة تدعى ديل Dil من فيلم «لعبة البكاء» The Crying Game الصادر عام 1992. حيث أدى ظهور المرأة المتحولة إلى إثارة الغضب بين الذكور وظهور رهاب المثليين لدى المتابعين.

## الولايات المتحدة الأميركية
حرم 55% من الأشخاص الذين أجروا عملية تحول جنسي من خدمة الضمان الصحي. وفي مجال التعليم، وُجد أن 77% من المتحولين تلقوا معاملة سيئة في المدرسة. وتبين الإحصائيات أن مستويات الفقر أعلى بمرتين أو 3 عند المتحولين جنسياً. واتسع اضطهاد المتحولين والمتحولات ليشمل نواحٍ عديدة كالصحة والتعليم والعمل والسكن.
أما بالنسبة للمتحولات جنسياً، فالوضع أسوأ بكثير، حيث تواجه النساء نوعين من الاضطهاد. في دراسة أجريت على المتحولين جنسياً وتجاربهم في العمل، وُجد أن متوسط مرتب النساء اللواتي تحولن لذكور قد ارتفع بعد إجراء عملية التحول ولو قليلاً، بينما انخفض متوسط مرتب الذكور الذين تحولوا لنساء بنحو الثلث. ويبدو أن تحول الذكر إلى أنثى يؤدي إلى فقدانه/فقدانها السلطة والتعرض للتحرش، بينما تحصل النساء اللواتي تحولن إلى ذكور على الاحترام والسلطة. أكدت دراسة أخرى هذا الموضوع، خاصة عند المتحولات جنسياً من أعراق مختلفة. حيث تزداد نسبة الاضطهاد على أساس رهاب المتحولين جنسياً والعنصرية. أدى هذا الاضطهاد إلى ازدياد نسبة الاكتئاب لدى المتحولات.

## التحرش الجنسي
لاحظت جوليا سيرانو أن المجتمع ينظر إلى المتحولات جنسياً على أنهن ذكور، بالرغم من قيامهن بعملية التحول. لكن النظرة الجنسية إليهن ليست كذلك. ففي صناعة الأفلام الإباحية مثلاً، والتي يشكل الرجال المغايرون غالبية جمهورها، نرى أن هذه الأفلام تعرض النساء المتحولات كنوعٍ من الأدوات الجنسية.
لاحظت سيرانو أيضاً ردة فعل المجتمع تجاهها، باعتبارها امرأة متحولة جنسياً. فغالباً ما تتلقى تعليقات جنسية عندما تكون في بيئة اجتماعية معروفة فيها بأنها امرأة متحولة. بالمقابل، لا تتلقى هذه التعليقات إن اعتقد الآخرون أنها ولدت امرأة.
قد لا تشمل عملية التحول الخضوع لإجراءات طبية أو قانونية، كتناول الهرمونات أو الخضوع لعملية جراحية أو تغيير الوثائق الرسمية (كالهوية ورخصة القيادة وغيرها). فتلك الإجراءات لا تحدد الهوية الجندرية للمرء، خاصة إن أخذنا بعين الاعتبار التكلفة الهائلة لهذه الإجراءات والتي قد لا يستطيع الجميع تحملها.
يواجه المتحولون جنسياً العديد من المصاعب في مجتمعاتنا، ولا يتم التحدث عن المصاعب إلا إن كانت تشمل التحرش الجنسي. ووفقاً لـ Stotzer (2009)، فهناك 3 مصادر محتملة للحصول على معلومات عن العنف أو التحرش الذي يتعرض له المتحولون جنسياً. وهذه المصادر هي الإحصائيات التي يشارك فيها هؤلاء الأشخاص، وتقارير الخدمات الاجتماعية وتقارير الشرطة. ووفقاً للأبحاث السريرية، أبلغ 50% من الأشخاص المتحولين جنسياً عن قيامهم بعلاقات أو نشاطات جنسية بدون إرادتهم. وهناك إحصائية أخرى تشير إلى إبلاغ 59% من المتحولين عن تعرضهم للاغتصاب أو الجنس الإكراهي خلال مراحل حياتهم. تعود الأرقام السابقة لبيانات من عام 2006.
وفقاً لـ لاورا كيسر Laura Kacere 2014، ارتفعت معدلات الجريمة تجاه المتحولين جنسياً بشكل مأساوي غير متكافئ، وأغلب ضحايا العنف هم نساء متحولات. وتشير تقارير إلى تعرض الأشخاص المتحولين جنسياً في الولايات المتحدة للعنف من قبل الشرطة بنسبة تفوق تعرض الأشخاص المغايرين بـ 3 مرات، وذلك وفقاً للائتلاف الوطني للبرامج المضادة للعنف (2012). وفي الولايات المتحدة أيضاً، وتحديداً جرائم القتل التي يذهب ضحيتها المثليون والمتحولون جنسياً ومجتمع LGBTQIA+ عموماً، وُجد أن نصف هذه الجرائم موجهة ضد النساء المتحولات جنسياً. ووفقاً للإحصائيات، فثلاثة أرباع هذه الجرائم موجهة ضد أفرادٍ من أعراق غير الأبيض.
ووفقاً لـ Kacere 2014، تتجلى مظاهر رهاب المتحولات جنسياً في العنف أيضاً، حيث تظهر الدراسات أن واحدة من بين خمس نساء متحولات جنسياً (أي 21% منهن) تعرضت للسجن في فترة ما من حياتها. وتلك نسبة كبيرة جداً مقارنة بجميع السكان، وتزداد هذه النسبة بشكل هائل عند المتحولات من أصل إفريقي لتصل إلى 47%.

## الأسباب
قد تكون نظرة المجتمع إلى النساء المتحولات، واعتبارهن شيئاً غريباً، سبب في تعرضهن للعنف، ولكن الوضع عملياً ليس كذلك. حيث أشارت جوليا سيرانو إلى وجود العديد من النساء المختلفات والمميزات في المجتمع، ولا تتعرضن جميعاً إلى المواقف التي تتعرض لها المتحولات. تحدثت سيرانو في «فتاة الجلد» عما وصفته بـ «الانقسام الطبقي إلى المفترس والفريسة». حيث رأت أن الرجال دائماً ما يأخذون دور المفترس، بينما تأخذ النساء دور الفريسة. وبسبب ذلك، يبدو أن المجتمع ينظر للنساء المتحولات كأدوات جنسية تغري الرجال العاجزين عن مقاومتها.
لكن هناك وجهة نظر أخرى. حيث يُعتقد أن العنف الذي يواجهه المتحولون جنسياً ناتجٌ عن تباين هويتهم الجندرية. أي يلقى اللوم على الضحايا بسبب إخفائهم هويتهم الأصلية، وفقاً لبيتشر Bettcher 2007. أي يلقي المجتمع سبب الاعتداءات الحاصلة على المتحولين جنسياً أنفسهم، كنوع من لوم الضحية (وكأن تعرضهم للاعتداء هو خطأهم وحدهم).
تصف المرأة المتحولة جنسياً نفسها بأنها «أنثى عالقة في جسد ذكر»، والعكس صحيح بالنسبة للمتحولين. ووفقاً لبيتشر (2007)، فإن عدم رغبة المتحولين جنسياً بإظهار ميولهم الجنسية عندما تتغير هويتهم الجندرية ليس بالأمر الخاطئ أبداً. بل يبدو أن اكتشاف المتحول/المتحولة لجنسهم الحقيقي هو السبب المباشر في ظهور ردة الفعل العنيفة عند الآخرين.
حارب الناشطون منذ فترة طويلة التحرش الجنسي بالمتحولين والمتحولات جنسياً، ووضحوا أن على المجتمع ألا يتسامح مع العنف المرافق لرهاب المتحولين. أبلغ 14% من المتحولين في إحدى التجارب عن تعرضهم لاعتداء جنسي خلال حياتهم وفقاً لدراسة أجريت في عام 2008. وأظهرت دراسات أخرى تعرض المتحولين جنسياً إلى درجات عالية من العنف، وواجه المعتدي، في أغلب الأوقات، عقوبة السجن مدى الحياة نتيجة تكرار الجريمة.

## علاقته برهاب المتحولين
يختلف رهاب المتحولات جنسياً عن رهاب المتحولين، حيث يركز الأول على النساء المتحولات حصراً. بينما يختص الأخير بالمتحولين والمتحولات سوية، ويمكن اعتباره مصطلحاً عاماً يشمل جميع أشكال العنف والاضطهاد التي يتعرض لها المتحولون. أوضحت جوليا سيرانو في كتابها عن الفرق بين الاثنين، فقالت: "تدور أغلب النكات المتعلقة بالمتحولين حول "الرجال الذين يرتدون ملابس النساء" أو "الرجال الذين يقطعون أعضاءهم الذكرية"، فتلك الأحاديث ليست نوعاً من رهاب المتحولين، بل هي موجهة تحديداً تجاه النساء المتحولات. لا يمكن اعتبار العنف أو التحرش الجنسي ضد النساء المتحولات نتيجة لرهاب المتحولين، بل هو رهاب المتحولات حصراً.